# Totem (entreprise)
 (février 2024).
 (février 2024).
Si vous disposez d'ouvrages ou d'articles de référence ou si vous connaissez des sites web de qualité traitant du thème abordé ici, merci de compléter l'article en donnant les références utiles à sa vérifiabilité et en les liant à la section « Notes et références ».
Pour les articles homonymes, voir Totem.
Totem est une entreprise européenne spécialisée dans les infrastructures de télécommunication comme notamment les sites locaux de télécommunication. Filiale du groupe français Orange, elle exerce toutefois son activité de manière indépendante, depuis novembre 2021. Son activité porte principalement sur le développement, la construction et la gestion des infrastructures mobiles notamment passives pour des opérateurs, entreprises, collectivités, institutions et bailleurs privés à l'instar des antennes d'émission et réception.
Fin 2023, la société gère un parc estimé à plus de 27 300 pylônes et toits-terrasses, 19 700 en France et 7 600 en Espagne et emploit plus de 200 salariés dans ces deux pays.

## Histoire
Totem est une entreprise de type TowerCo européenne. Son rôle consiste à commercialiser et fournir des solutions pour répondre aux besoins de connectivité et au déploiement des réseaux mobiles. Ce sont des infrastructures mutualisées pour les réseaux mobiles, comme des sites locaux de télécommunication avec antennes.
Indépendante d’Orange, Totem bénéficie d’une autonomie opérationnelle et peut commercialiser directement ses solutions à tous les opérateurs, y compris concurrents du groupe Orange.
Lancée en France et en Espagne, l’entreprise déclarer contribue à développer la connectivité sur tous les territoires, ruraux comme urbains. Elle participe au déploiement de la 4G dans les « zones blanches » ainsi que la 5G sur tout le territoire, censés améliorer la couverture réseau des communes françaises.

## Activité
L’activité de Totem repose sur la mutualisation des infrastructures de télécommunication, et la commercialisation de solutions de couverture pour améliorer la connectivité des territoires, tant urbains (stades, métros, trains, bureaux…etc.) que ruraux (« zones blanches », espaces encore non desservis par la 5G ou mal desservis par la 4G par exemple). Elle propose aux opérateurs, aux acteurs de la smart city et aux acteurs ayant besoin d’héberger des équipements connectés – différentes solutions.

### Services
L’activité de Totem consiste à proposer des solutions d’hébergement des antennes pour les opérateurs sur des points hauts, et d’hébergement des équipements connectés pour une myriade d’acteurs : pour la collecte de données (télérelève), les communications sécurisées, l’IoT, mais aussi des réseaux privés mobiles (PMR), d’optimisation de la connectivité dans les espaces clos, comme par exemple dans les métros ou les stades et d’optimisation de la couverture mobile partout sur le territoire, en déployant les infrastructures nécessaires.

### Opérations
En 2023, Totem remporte deux appels d’offres de grande ampleur en France :
La couverture mobile du stade Orange Vélodrome à Marseille, qui peut accueillir plus de 67 000 personnes, avec une nouvelle infrastructure mutualisée pour les quatre opérateurs. Cette installation fournit aux spectateurs une connexion mobile en 4G et 5G dernière génération. Parmi les nouveaux équipements mis en place par Totem figurent des Distributed antenna system (en) (DAS), la fibre optique, des amplificateurs et des antennes-boules équipées de la technologie Massive MIMO (Multiple Input Multiple Output), qui ont été développées pour les lieux à forte densité.
Et la couverture mobile et fibre optique de la ligne 15 Sud du métro du Grand Paris qui permettra aux usagers d’accéder à la 4G et la 5G sur l’ensemble du parcours de la ligne : dans les gares, les trains et sous terre, quel que soit leur opérateur. Cette nouvelle ligne de métro devrait entrer en service fin 2025. Totem a donc en charge le déploiement de son réseau mobile indoor, et en assurera l’exploitation jusqu’en 2035.

## Principaux concurrents
En France, en Europe et à l’international, Totem connaît plusieurs concurrents dont TDF (Télédiffusion de France) opérateur historique français,  Phoenix Tower France, entreprise française, American Tower, entreprise américaine, Cellnex Telecom, entreprise espagnole, Deutsche Funkturm, entreprise allemande, Vantage Towers, TowerCo allemand et INWIT, société italienne.

## Résultats commerciaux
En 2023, Totem enregistre une croissance proche de 3,6% de son chiffre d’affaires d’hébergement, s’établissant à 686 millions d’euros. Les revenus d’hébergement tiers représentent 16.6% du chiffre d’affaires d’hébergement et le taux de co-location atteint 1.40 fin 2023. Son objectif à l’horizon 2026 est que ce taux de co-location atteigne 1,5x.[réf. nécessaire]

## Implantation géographique
Totem exploite actuellement des infrastructures mobiles passives en France et en Espagne.

### Totem France
En France, Totem gère près de 20 000 infrastructures pour l’accueil d’équipements du réseau mobile dont 59% de pylônes, 29% de toits-terrasses et 12% d’autres sites. Elle est ainsi présente dans 11 000 communes françaises, et ses équipes sont situées à Villejuif, Toulouse, Villeneuve-d’Ascq, Marseille, Lyon, Nantes et Donges.

### Totem Espagne
En Espagne, Totem exploite 7 400 sites mobiles, avec une répartition égale entre les pylônes et les toits-terrasses. Elle possède 9 bureaux dans le pays, répartis à Madrid, Barcelone, aux Baléares, à Séville, Bilbao, Valladolid, Murcia, Alicante et Coruña.
L’entreprise envisage également de développer sa présence dans d’autres pays d’Europe.